# Chúng (họ)
Chúng là một họ của người Việt Nam.

## Người Việt Nam họ Chúng có danh tiếng
- Chúng Thị Chiên (sinh 1969), Phó Chủ tịch Thường trực HĐND tỉnh Hà Giang.[1]
- Chúng Huyền Thanh (sinh 1997), người mẫu, Á quân cuộc thi The Face 2016.[2]